# عرعرة
عَرْعَرَة (بالعبرية: עַרְעָרָה) هي قرية عربية في فلسطين التاريخية تقع في منطقة وادي عارة في المثلث الشمالي، وتقع اليوم ضمن لواء حيفا الإسرائيلي. تبعد عن مدينة حيفا جوًا حوالي 35 كيلومترًا إلى الجنوب منها. تبلغ مساحتها حوالي 9,190 دونمًا. ترتفع حوالي 170 مترًا عن سطح البحر، تأسس المجلس المحلي فيها عام 1970م.
صُنفت القرية في العنقود الاجتماعي-الاقتصادي 3 (من 10) لعام 2019. عدد سكانها، صحيح لعام 2021، هو 25,823 نسمة، 13,078 من الرجال و12,744 من النساء. نسبة العرب في القرية 99.8% وكلهم من المسلمين. معدل الخصوبة في القرية (معدل عدد الأطفال لكل امرأة)، صحيح لعام 2021، هو 2.07. صحيح لذات السنة، فإن الهجرة الكلية إلى القرية سلبية، ومساوية ل32- (أي الفرق بين المهاجرين إلى القرية والخارجين منها).
بلغ عدد الطلاب في القرية 4250 طالبًا في السنة الدراسية 2020-2021، وفي ذات السنة الدراسية بلغت نسبة الطلاب المتسربين من التعليم %2.14. نسبة حاملي شهادة البجروت من بين طلاب الصف الثاني عشر لذات السنة هي 69.2%. نسبة الطلاب الأكاديميين في القرية هي 2.4%. في القرية عشر مدارس، و169 صفًا.
وصلت نسبة التصويت للانتخابات المحلية في عام 2018 إلى 80.1%. وعدد أعضاء المجلس المحلي، صحيح لعام 2021، هو 13 عضو. أما عن معدّل الدخل الشهري، صحيح لسنة 2019، فهو 6,843 شيكل. 

## التسمية
سميت قرية عرعرة بهذا الاسم للدلالة على موقعها العالي من جبل الخطاف التي تقع عليه، حيث ورد الاسم في المصادر العربية مقترنا بالجبل. فقد ورد في رسالة بعثها القائد المسلم يزيد بن المهلب إلى والي العراق الحجاج بن يوسف يخبره بها أن الجيش الإسلامي أجبر العدو أن يهرب إلى عرعرة الجبل أي إلى أعلاه. وهناك من يقول أن الاسم قد أشتق من شجر العرعر الذي كان منتشرًا في المنطقة. يوجد النقب جنوب فلسطين التاريخية قرية تحمل نفس الاسم وهي عرعرة النقب. وكذلك هناك مدينة سعودية تحمل اسم مشابه وهي مدينة عرعر.

## التاريخ
القرية معروفة بأهميتها الإستراتيجية والعسكرية منذ العهد الروماني وقد بنى الرومان على قمة جبلها قلاع رومانية لتأمين الطريق الذي يربط بين المدينة الرومانية قيسارية وبين مناطق الجليل. وقد اكتشف بها العديد من الآثار الرومانية في عدد من الكهوف أثناء تعبيد بعض الطرق في سنوات السبعينات التي أثارت بعض التساؤلات حول الديانة التي كانت سائدة في عرعرة في الفترة الرومانية. من الممكن القول بأنه استنادا للآثار وبالاعتماد على الجغرافي والمؤرخ العربي المسعودي فإن سكان عرعرة حتى الفترة الصليبية كانوا ينتمون للديانة السامرية.
في الفترة الصليبية تم ترميم القلاع الرومانية القديمة لصد الهجمات الإسلامية في منطقة وادي عارة. في عام 1265 للميلاد استولى على القرية الظاهر بيبرس الذي قطع أراضي القرية بين أميرين إثنين من أمراء الجيش المملوكي. ذكرت عائلات عرعرة في السجلات العثمانية في القرن السادس عشر وذالك لأول مرة. إلا أن هذه العائلات قد غادرت القرية وأستبدلت بعائلات أخرى منذ نهاية القرن الثامن عشر التي ما زالت موجودة حتى اليوم. كانت في بداية القرن التاسع عشر هجرة مصرية مكثفة إلى عرعرة نتيجة هروب الفلاحين من منطقة الدلتا المصرية من عبئ الضرائب التي فرضها محمد علي ونتيجة استقرار بعض الجنود المصريين بعرعرة بعد انتهاء الحكم المصري في سوريا.
اشترك العديد من سكان القرية بالجيش العثماني في فترة الحرب العالمية الأولى وتم قطع العديد من غابات الأحراش الطبيعية التي كانت في ضمن أراضي القرية لإستغلالها لعمليات الحرب مما حول مناطق خضراء كثيرة إلى مناطق جرداء تبدو آثارها حتى يومنا هذا. اشترك العديد من سكان القرية في ثورة 1936 وكان لهم دورا كبيرا في معركة وادي عرعرة التي اندلعت بين الثوار العرب وبين الجيش البريطاني الذي قام باستدعاء العديد من الفرق العسكرية من أجل إخماد الثورة التي انتشرت بسرعة في منطقة جنين.
كان في عرعرة عام 1948م مركز عسكري للجيش العراقي، وجود الجيش العراقي في عرعرة أدى إلى العديد من اللاجئين الفلسطينيين أن يختاروا القرية كمكان أمن من القوات الإسرائيلية. في عام 1949م تم تسليم القرية إلى منطقة نفوذ إسرائيل وفق اتفاقية رودوس بين المملكة الأردنية وإسرائيل.

## السكان
بلغ عدد سكان قرية عرعرة عام 2022 حوالي 26,147 نسمة. يعيش في عرعرة العديد من العائلات ويبلغ تعدادها حوالي 25 عائلة. منها عائلات ذات أصول مصرية، إذ كان معظم أجدادهم جنودًا في جيش إبراهيم باشا الذي جاء من مصر لاحتلال بلاد الشام في منتصف القرن الثامن عشر تقريبًا.

### العرق
عرعرة هي قرية معظم سكانها من العرب، وبحسب تقديرات دائرة الإحصاء المركزية الإسرائيلية كان 99.8% من سكانها عرب مسلمين و0.2% أخرى.

## المؤسسات
في عرعرة خدمات عديدة منها صناديق مرضى متنوعة، مراكز جماهيرية حديثة، مدرسة ثانوية شاملة متعددة المجالات، مدرسة صناعية، مدرسة زراعية، مدرسة إعدادية شاملة، 3 مدارس ابتدائية، مركز الطفل، مدرسة المنار للتربية الخاصة ووجود خدمات مثل البريد والبنك العربي الإسرائيلي.